# Valerio Verbano
Valerio Verbano (Roma, Italia, 25 de febrero de 1961 - Roma, Italia, 22 de febrero de 1980) fue un militante comunista italiano de Autonomia Operaia, asesinado en Roma el 22 de febrero de 1980 con un disparo de arma de fuego en un ataque perpetrado por tres encapuchados en su casa.
A pesar de la larga investigación, las declaraciones de varios pentiti y las múltiples reivindicaciones que recibió la policía en los días siguientes al asesinato, el móvil y los responsables del crimen no han sido nunca aclarados y las indagaciones no llevaron a ningún resultado concluyente.
Verbano había realizado investigaciones personales y recogido mucha información y documentación fotográfica sobre la extrema derecha romana y sus vínculos con aparatos del Estado y el crimen organizado.

## Biografía
Nacido en Roma en una familia de la pequeña burguesía de extracción antifascista, con el padre trabajador del Ministerio del Interior y afiliado al Partido Comunista y una madre enfermera, Valerio Verbano empieza a en la política en 1975 en su colegio, y su militancia es activa, a pesar de poner en riesgo a veces su integridad física. Milita en un grupo local de Autonomia Operaia, grupo comunista extraparlamentario. 
Añade a su pasión política otros intereses: practica deporte, le gusta la música de los Beatles y Pink Floyd, la A.S. Roma, su equipo de fútbol preferido, y le gusta la fotografía. Con la fotografía empieza a documentar los acontecimientos políticos del momento y a elaborar su propia investigación sobre los movimientos de extrema derecha romanos.
El 22 de febrero del 1980, a las 12.44, tres jóvenes armados y con la cara cubierta con un pasamontañas entran en casa Verbano, en la cuarta planta del edificio ubicado en vía Monte Bianco 114 en el barrio Monte Sacro, declarándose a los padres del joven como sus amigos. Armados de pistolas con silenciador, después haber entrado inmovilizan los padres en su cuarto y esperan Valerio diciendo que quieren hablar con él. Valerio no ha vuelto todavía de la escuela; a las 13.40 abre la puerta de su piso y es asaltado por los tres.
Valerio lucha y consigue desarmar uno de los tres agresores; el chico intenta huir desde la ventana pero es alcanzado en la espalda por un disparo. Muere poco después en la ambulancia que lo trae al hospital.

## La reivindicación
El mismo día del homicidio, a las 20 horas, llega la primera reivindicación firmada por una formación de izquierda llamada Gruppo Proletario Organizzato Armato; cerca de las 21 horas llega otra de los Nuclei Armati Rivoluzionari (NAR), grupo fascista. Es después difundido un folleto en el cual no se habla claramente del homicidio pero se hace referencia al "martillo de Thor que ha golpeado en Monte Sacro".
En Padova, después diez días, un nuevo folleto siempre firmado por los NAR desmiente la implicación del grupo terrorista en el delito Verbano.
Los investigadores descartan la autenticidad del último folleto y confirman como reivindicación más probable la primera, telefónica, hecha por los NAR. En la llamada telefónica se hace referencia al calibre 38 de la pistola utilizada por el asesinato, calibre efectivamente utizado por el asesinato y confirmado después en el informe oficial de la autopsia.

## El dossier NAR
Valerio Verbano, siguiendo una costumbre difundida entre la izquierda extra parlamentaria italiana, había conducido investigaciones personales y había redactado un legajo, después llamado "dossier NAR", en el cual estaba recogida mucha información y documentación fotográfica sobre el extremismo de derecha romano (NAR, Terza Posizione y otros), con muchos nombres, fotos, lugares de reunión, amistades políticas y presuntos vínculos con aparatos estatales.
El 20 de abril de 1979 Valerio Verbano es encarcelado con la acusación de fabricación de material incendiario; durante el registro de su piso es confiscada, además de un arma de fuego, también material integrante el "dossier". En abril de 1979, los documentos que habían sido confiscados por la policía desaparecen de los archivos; la desaparición es denunciada por los abogados de la familia de Valerio el 26 de febrero de 1980. Los familiares conocían el contenido y la lista de documentos presentes en el "dossier".
El 22 de febrero de 1980 Valerio Verbano muere asesinado por mano de los mismos personajes cuyas acciones y vínculos con la criminalidad romana (entre todos también la Banda della Magliana) y con aparatos estatales, habían sido investigados por él.
La desaparición de los legajos redactados por Valerio es definitivamente confirmada cuando, en el octubre de 1980, los padres piden la desclasificación de los materiales, entre los cuales falta propio el llamado "dossier NAR".
Un juez que investigaba sobre el terrorismo de extrema derecha, Mario Amato, sabía de la existencia de este "dossier". La documentación recogida por Valerio, desaparecida antes de su muerte de los archivos de la policía, habría reaparecido entre las manos del juez Mario Amato, que es matado por mano de los NAR poco después, el 23 de junio de 1980, a muy poca distancia de vía Monte Bianco, mientras esperaba el autobús en viale Jonio.

## Investigaciones y declaraciones de los arrepentidos
Algunos arrepentidos de extrema derecha han dejado declaraciones en relación con el homicidio Verbano. En 1981 Laura Lauricella, mujer de Egidio Giuliani, personaje importante de la extrema derecha romana con muchos enlaces también en los ambientes de la izquierda, hablando de la matanza de Bolonia (en italiano, strage di Bologna), cuenta de que Giuliani habría dado un silenciador para el arma al asesino de Verbano. El cambio habría ocurrido en el polígono de tiro de Tor di Quinto en Roma.
Giuliani habría construido aquel silenciador y lo habría dado a Roberto Nistri, miembro de Terza Posizione, grupo terrorista fascista.
Pero al momento del homicidio, Nistri estaba detenido desde hacía más de dos meses, porque había sido encarcelado el 14 de diciembre de 1979 mientras transfería un arsenal.
En 1982 Walter Sordi, ex Terza Posizione y ex NAR, arrepentido después el arresto, hace nuevas revelaciones en relación con el delito Verbano contando las confidencias de otro exponente de los NAR, Pasquale Belsito: "vino Belsito a decirme que según él los autores del homicidio Verbano eran los hermanos Claudio y Stefano Bracci y Massimo Carminati".
Angelo Izzo, autor en 1975 de la tristemente famosa matanza del Circeo (Massacro del Circeo) y en 2005 del homicidio de Maria Carmela Linciano (49 años) y Valentina Maiorano (14 años), conocido arrepentido que deja declaraciones en relación con casi todos los acontecimientos criminales del extremismo de derecha entre la mitad de los '70 y los primeros '80, cuenta las confidencias de Luigi Ciavardini: "Luigi Ciavardini me dijo que el homicidio era debido a militantes de Terza Posizione, me dijo que el mandante era ciertamente Nanni De Angelis. Me dijo que los ejecutores fueron seguramente componentes del grupo dirigidos por  Fabrizio Zani; solo un chapucero como Zani podía perder la pistola durante la lucha con Verbano".
Todas estas declaraciones no han encontrado correspondencias objetivas y los indicados han sido todos absueltos. El homicidio de Valerio Verbano se queda entonces impune, aunque se pueda bien imaginar cual fue la motivación, es decir el contenido del "dossier", incómodo por los hombres de la extrema derecha romana y por los aparatos de estado implicados y por personajes de la criminalidad romana.
En el febrero de 2010 la Procura della Repubblica de Roma ha declarado que las investigaciones sobre el delito han sido reabiertas.

## Para no olvidar
Cada 22 de febrero en el barrio de Monte sacro y en toda Roma hay iniciativas para recordar Valerio Verbano y su terrible asesinato.
Entre las más importantes, una manifestación con miles de jóvenes pertenecientes a grupos de izquierda y centros sociales recorre las calles del barrio, empezando la marcha en vía Monte Bianco, la calle donde Valerio vivía, y afirmando la importancia del antifascismo en la sociedad actual.
El 25 de febrero de 2006 una calle del parco delle Valli, ubicado en Monte Sacro, Roma, ha sido titulada con el nombre de Valerio, en presencia del entonces alcalde Walter Veltroni.
En 2008 ha abierto en Roma, en un local abandonado en el barrio popular de Tufello, la Palestra Popolare Valerio Verbano (gimnasio popular) para homenajear y recordar el nombre y la persona de este antifascista.
En el enero de 2009 la Provincia di Roma ha presentado la primera edición del "Premio Valerio Verbano", concurso abierto a los chicos y a las chicas entre 14 y 18 años que prevé la presentación de cortometrajes y proyectos multimedia auto-producidos.
El 21 de noviembre de 2009 ha sido titulada una calle de Scampia (Napoli) a Valerio Verbano.